# L.V. Jensen
Laurids V. Jensen (7. juni 1884 i København – 16. november 1944 i Esbjerg) var en dansk journalist, der var chefredaktør for Esbjergbladet fra 1931 til sin død. Han blev under Besættelsen myrdet af Petergruppen.
L.V. Jensen kom til Esbjerg i 1905 for at arbejde som journalist ved den konservative avis, som dengang hed Esbjergposten. Efter seks år opnåede han forfremmelse til medredaktør. En periode arbejdede han desuden som redaktør af bladet Tiderne, og i 1931 overtog han redaktørposten på Esbjergbladet, som blev det sidste navn på den konservative lokalavis. Jensen opnåede bred anerkendelse og respekt, både fra offentligheden, fra kolleger og fra abonnenterne.
Han var en kendt skikkelse i Esbjergs byliv, bl.a. som formand for Sønderjysk Forenings Esbjerg afdeling og for Den personlige Friheds Værn. Han var også formand for Esbjerg Journalistforening.
L.V. Jensen var ikke med i modstandskampen, men blev i kraft af sin offentlige person, af SS-lederen Otto Bovensiepen udpeget som mål for et clearingmord. Mordet blev udført 13. november af Petergruppen, der skød Jensen ned bagfra i trappeopgangen til hans bopæl, Kongensgade 3. Det skete kl. 18.40, da han var på vej hjem fra redaktionen. Han blev skudt i hovedet.
Redaktør Jensen blev straks kørt på Esbjerg Sygehus, hvor han gennemgik en hjerneoperation. Tirsdag formiddag kl. 11.00, altså ca. 3/4 døgn efter skuddene var faldet, udtalte overlæge Svenningsen fra hospitalet, at redaktørens tilstand var meget alvorlig. Kuglen var gået tværs gennem hovedet og havde skabt en stor blødning inde i hjernen. Man havde gennemført en trepanation, og en overgang var der fremgang at spore. Hans tilstand blev imidlertid forværret, og L.V. Jensen døde 16. november 1944 og blev begravet 19. november 1944.
Efter befrielsen lod Esbjerg Byråd opsætte en mindeplade over redaktør L.V. Jensen ved indgangen til hans gadedør, Kongensgade 3. Desuden blev en vej opkaldt efter ham.